# كولا توبوسون
كولا توبوسون هو لغوي وكاتب ومترجم وباحث وناشط ثقافي نيجيري. يمتد عمله وتأثيره إلى مجالات التعليم والتكنولوجيا والأدب والصحافة واللغويات. حصل على جائزة «بريميو أوستانا» لسنة 2016 للكتابات في اللغة الأم. (Ostana Premio Scritture in Lingua Madre) لعمله في مجال التنظير اللغوي. يكتب باللغتي اليوروبا والإنجليزية.

## سيرة شخصية
ولد توبوسون في إبادان، نيجيريا في 22 سبتمبر 1981. حاصل على شهادة الماجستير في اللغويات من جامعة جنوب إلينوي إدواردزفيل (2012) وبكالوريوس من جامعة إيبادان (2005). كما درس لفترة وجيزة في جامعة موي، إلدوريت، كينيا، خلال أبريل 2005، كجزء من برنامج التبادل الاجتماعي الثقافي الذي ترعاه مؤسسة ماك آرثر.  
كان باحثًا ضمن برنامج فولبرايت من عام 2009 حيث قام بتدريس لغة اليوروبا في جامعة جنوب إلينوي إدواردزفيل حتى العام 2010. تغطي مجموعته الأولى من الشعر / وأدب الرحلة "Edwardsville by Heart" هذه الفترة. في عام 2010، أثناء وجوده في الولايات المتحدة، عمل كمدرس متطوع لمحو أمية الكبار، مع المهاجرين الذين أعيد توطينهم، في المعهد الدولي بسانت لويس، ميزوري. في عام 2012، أكمل درجة الماجستير في اللغويات / TESL وعاد إلى لاغوس، نيجيريا لتولى بعدها وظيفة مدرس للغة الإنجليزية في المدرسة الثانوية.  
منذ العام 2015، عمل كخبير لغوي، أولاً في غوغل نيجيريا كمدير مشروع لغويات الصوتية (2015-2016) ثم في وقت لاحق من فبراير 2019 إلى ديسمبر 2019 عمل كمدير مشروع لمهام معالجة اللغات الطبيعية باللغات الأفريقية.
وقد ركز عمله النظري خلال هذه الفترة على دور اللغات الأفريقية في عالم اليوم، لا سيما في التكنولوجيا والتعليم والأدب والسياسة والترفيه. أنشأ «مشروع أسماء يوروبا»، وهو مشروع للمعاجم، لإظهار كيف يمكن للتكنولوجيا أن تساعد في تنشيط اللغات المحلية. ككاتب، أنتج عملاً في كتابة الرحلة، وشعر الترحال، ومقالات في الأدب، وكتابات علمية، والصحافة، والخيال.
في سبتمبر 2019، حصل على منحة تشيفنينغ في المكتبة البريطانية في لندن كطالب باحث في مجموعة المكتبة المطبوعة باللغة الأفريقية من القرن التاسع عشر.

## اللغويات والمعاجم والأطروحة اللغوية
يشتهر توبوسون بعمله في اللغويات والتنظير اللغوي. لقد كتب على نطاق واسع عن الحاجة إلى تمكين اللغات النيجيرية، والإنجليزية النيجيرية، للعمل بفعالية في التعليم والتكنولوجيا والحكم والأدب. كما شارك في مشاريع لتعزيز هذه الأهداف.
خلال عام 2012، قاد حملة ناجحة لتضمين تويتر لغة اليوروبا (لغته الأم) في قائمة اللغات التي تُترجم إليها المنصة.
في مارس 2015، أسس «مشروع أسماء اليوروبا» في الموقع الإلكتروني YorubaName.com  كمحاولة لتوثيق جميع الأسماء في اليوروبا بتنسيق متعدد الوسائط يمكن الولوج إليه. أصدر المشروع أيضًا برنامج لوحة مفاتيح لليوروبا المجاني لنظامي التشغيل ماك وويندوز للسماح لمستخدميه بالكتابة بلغة اليوربا والإغبو على الإنترنت.
كان فريق توبسون في غوغل نيجيريا وراء مقاطع صوت اللهجة الإنجليزية النيجيرية على منصات غوغل. تم إطلاق الصوت في يوليو 2019. كان تعاونه في غوغل مفيدًا في إدخال علامات التشكيل باللغة النيجيرية في لوحة المفاتيح التابعة لغوغل، وكذلك تصحيح سوء الترجمة لـ «إيسو»، وهو شخصية من الديانات المحلية، على ترجمة جوجل. عمل أيضًا مع فنون وثقافة غوغل في بعض معارضها في نيجيريا وكينيا.
وقد عمل أيضًا كمستشار لقاموس أكسفورد للغة الإنجليزية منذ العام 2018 على اللغة الإنجليزية النيجيرية واليوروبا. تمت إضافة بعض الكلمات الجديدة من الإنجليزية النيجيرية لمعجم أكسفورد في ديسمبر 2019.
في العام 2017، تعاون مع أوريشالميج لإنشاء «نغمة اليوربا»، وهو كتاب مسموع من 90 دقيقة مجانية متعددة اللغات من اليوربا «كتاب تفسير العبارات الصوتية لـ أولورسا والسياح الثقافيين.» تم إصدار كتاب العبارات الصوتية باللغة الإنجليزية والإسبانية والبرتغالية. في أغسطس 2019، تمت إضافة لغة رابعة: الألمانية.
كما عمل مع أكاديمية بي بي سي للمساعدة في توطين دليل الأسلوب الصحفي لهيئة الإذاعة البريطانية بلغات الإيغبو واليوروبا والنيجيري بيدجين، قبل بثه الأول بهذه اللغات النيجيرية.
تكريمًا لإعلان اليونسكو لعام 2019 باعتباره السنة الدولية للغات السكان الأصليين، قام توبسون، من خلال مشروع أسماء اليوربا بالتعاون مع أصوات صاعدة بإنشاء حساب DigiAfricanLang@، وهو حساب مشترك على تويتر يضم علماء ومتخصصين يعملون في توثيق اللغة الأفريقية وتنشيطها عبر القارة.

## الكتابة الإبداعية وأدب الترحال
ساهم توبسون في الكتابة الإبداعية النيجيرية منذ عام 2005، من خلال الشعر وكتابة الترحال والمقال والنثر وكتابة السفر والنقد الأدبي. وقد ظهرت أعماله في ليتيراري كوارترلي الدولية، سونتنيل بويتري، بريتل بيبر، مراجعة أك، بوبيلا، أن تي ليت ماك، ومراجعة أنكر. في عام 2010، ساهم في 234نيكست ككاتب سفر.  
عمل كمحرر رائد لمجلة أدبية مختصة في الكتابة الجديدة من نيجيريا وأفريقيا تسمى أن تي ليت ماك، من 2012 إلى 2015. في نوفمبر 2015، شارك في تحرير وكذلك مراجعة أك، المنشور الأدبي لمهرجان أك للفنون والكتاب، مع كولاد أروكانداد. من عام 2015 إلى عام 2016، وبينما كان يعمل كمدرس، قام بتحرير عددين من تي سيل، وهي مختارات من الأعمال الإبداعية لطلاب المدارس الثانوية.
عمل توبسون في المجلس الاستشاري لمهرجان في نوفمبر 2015، شارك في تحرير وكذلك مراجعة أك، المنشور الأدبي مهرجان آكي للفنون والكتاب مهرجان آكي للفنون والكتاب "لمهرجان أك للفنون والكتاب، مع كولاد أروكاندا أك للفنون والكتاب منذ يوليو 2019.
في سبتمبر 2018، رافق براندون ستانتون من ناس نيويورك كدليل بينما كان الأخير في نيجيريا، تجربة كان قد دونها لاحقًا.
في عام 2016، كتب مقدمة عن رواية نيدي أوكارافور للخيال العلمي ليغون لـ «إميجيناري واندرلاند» (أكتوبر 2016)، وهي مجموعة من المقالات حول عوالم متخيلة في الأدب من جميع أنحاء العالم، من دانتي إلى رشدي. حرر للكتاب لورا ميللر (كاتبة).  
بعد كتابة ملف تعريف حافل عن الترحال وحاز على جائزة نوبل وولي سوينكا في عام 2018، مُنح توبوسون منحة مورلاند رايتين 2019 الدراسية لكتابة سيرة ذاتية لأول حائز على جائزة نوبل في الأدب في أفريقيا.

## الشعر
يكتب توبوسون الشعر بلغة اليوروبا والإنجليزية. تم نشر كتابه المصاحب «محاولة الكلام وقصائد الأبوة الأخرى (Attempted Speech & Other Fatherhood Poems)» لأول مرة في عام 2015 في مجلة سرابا وهي مجلة غير ربحية تدعم الكتاب المبتدئين. وكان قد نشر مقدمة سابقة عن هذا العملفي ميدل في عام 2005.
في عام 2018، تم نشر مجموعته الكاملة الأولى من الشعر «إدوارزفيل باي هارث Edwardsville by Heart». وهو كتاب يوصف بأنه «مكان سحري للقاء أدب الترحال والذكريات والشعر»  يغطي فترة ثلاث سنوات عاش فيها المؤلف في وسط غرب الولايات المتحدة. إنه «كتاب هادئ وعاكس»، «قراءة ممتعة إلى حد ما». يصفه بيترو كالولي بأنه «شاعر يكتب بكل حرية ومرح وبهجة حول الحياة اليومية» و «إمكانياتها». تقول جي أم شريبر أن لديه «رؤية غير منظمة - محتواة عاطفياً وكل ما هو أقوى كنتيجة لذلك.»
تم إنتقاء الكتاب كواحد من «كتب إفريقيا الواجب قراءتها لعام 2018»

## ترجمات أدبية
ترجم توبسون الأدب إلى اليوروبا، لغته الأم. كما دعا إلى المزيد من الترجمات الأدبية إلى اللغات الأفريقية كوسيلة لتنشيط اللغات. تم نشر ترجمته لقصة القصيرة للكاتب الكيني نغوغي وا ثيونغو إلى اليوروبا في مشروع الترجمة بلغة جالادا في مارس 2016. في عام 2019، نُشرت ترجمته لقصة قصيرة كتبتها شيماماندا نغوزي أديشي في مجلة «أبسيتت جورنال (Absinthe Journal)».
منذ العام 2005، ترجم، إلى الإنجليزية، بعض شعر والده، شاعر لغة اليوروبا، أولاتوبوسون أولادابو. منذ عام 2019، شارك في ورش عمل حول نفس المشروع مع مركز ترجمة الشعر في لندن.

## الجوائز

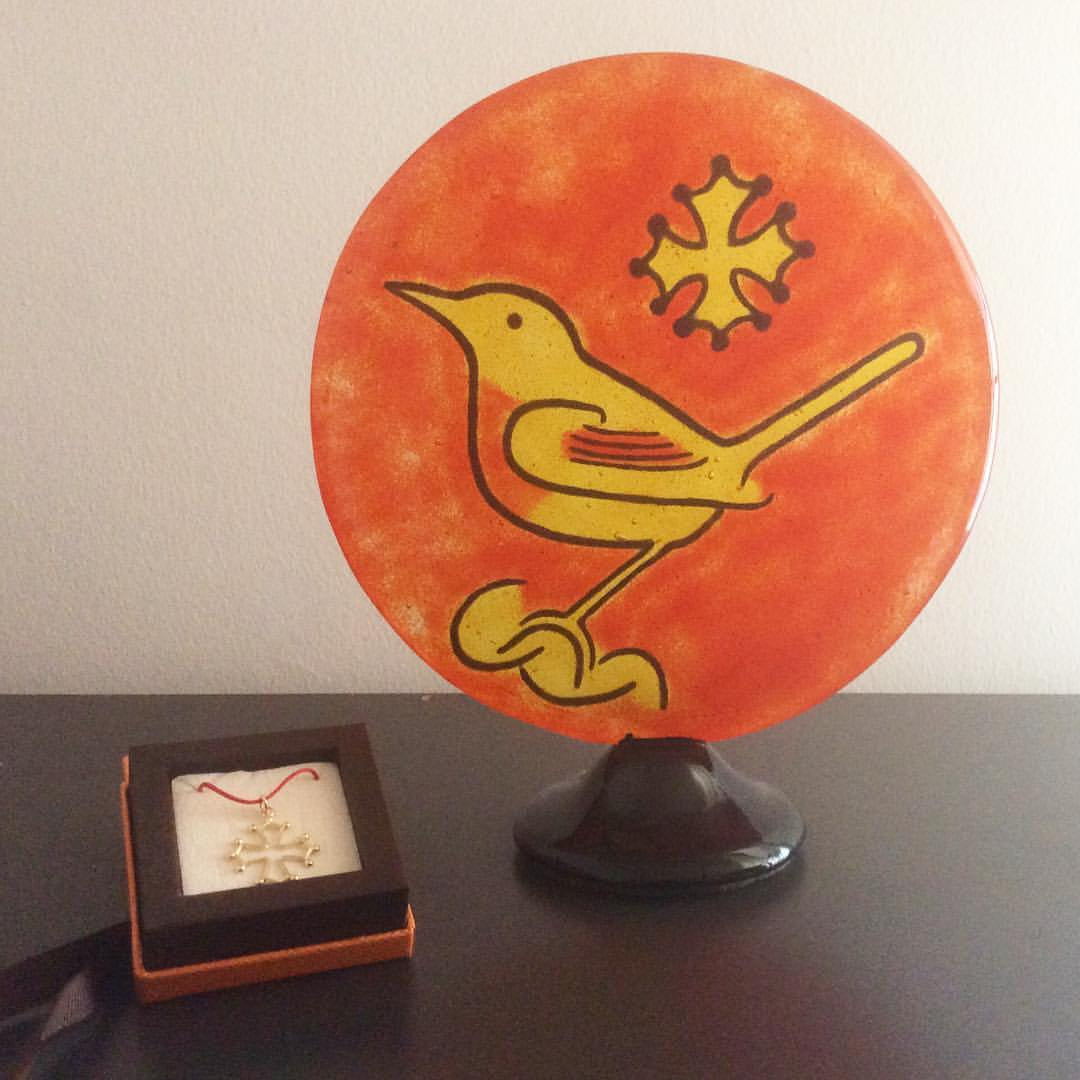
جائزة أوستانا، فن النحت الزجاجي وميدالية، تم إنشاؤها بواسطة سيلفيو فيجلياتورو، وهو فنان إيطالي معاصر ونحات زجاجي.

### جائزة أوستانا
في يناير 2016، تم اختياره كمستلم لجائزة بريميو أوستانا «جائزة خاصة» لأدب اللغة الأم (Il Premio Ostana Internazionale Scritture in Lingua Madre 2016)، وهي جائزة تُقدم لأي فرد قام بالكتابة ومناصرة ملحوظة للدفاع عم لغتة الأصلية. أقيم حفل توزيع الجوائز في الفترة من 2 إلى 5 يونيو 2016، في مدينة أوستانا (كونيو، إيطاليا). كانت توبسون أول أفريقي تكرمه المنظمة.
في أكتوبر 2015، تم ترشيحه لجائزة سي إن إن لصحفي الإفريقي لكتاباته عن الرحلات التي عاشها (Abeokuta's History History)، التي تم نشرها لأول مرة في KTravula.com. كان أول مدون على الإطلاق في القائمة المقترحة للجائزة.

### جوائز أخرى
- 2017 فينتور أفريكا «40 أقل من 40» مبتكر لعام 2017.
- مسابقة مخطوطة مجلة سارابا 2017
- 2016 100 شخص الأكثر ابتكارا في مجال التكنولوجيا[65]
- 2016 قائمة الكوارتز المبتكرة الأفريقية.[66]
- 2015 شعب نيجيريا الأكثر ابتكارا في مجال التكنولوجيا [67]

## أعمال محددة
الشعر
- إدواردزفيل عن ظهر قلب ((ردمك 9780993550232)) Wisdom's Bottom Press، المملكة المتحدة، 2018
- محاولة الكلام والقصائد الأبوية الأخرى (كتاب الشعر) مجلة سارابا، 2015.[68]

مراجعات
- شمال إيدو: دراسات ميدانية للغات وأراضي شمال إيدو (طبعة. 2011). مقالات على شرف الأستاذ بن أو. أولوبي. زينيث بيت الكتاب.[69]
- أن تي ليت ماك: 29 عددًا (2012-2015)[70]

## الحياة الشخصية
هو ابن أولاتوبوسون أولادابو، كاتب وشاعر وناشر بلغة اليوروبا. شقيقته يمي أديسانيا هي محاسبة وشاعرة. أسست زوجته تيمي جيوا لايف بانك نيجيريا، وهي شركة لوجستية صحية. يعيش في لاغوس، نيجيريا.

## روابط خارجية
- مخاوف وتعصب الأب: مقابلة
- «لغة اليوروبا والإسبرانتو مفتوحة الآن للترجمة في مركز الترجمة على تويتر»
- "قاموس الوسائط المتعددة لأسماء Yorbá "، YorubaName.com.
- "Ideas of Identity"، Writing a New Nigeria، BBC Radio 4 .
- مدونة السفر كولا توبوسون